# Caballería francesa

## Los francos
Antes y después que los Francos conquistasen la Galia, tuvieron poca caballería y es verosimil que fueran empleando en sus ejércitos la de los Galos, que era de gran reputación y fue mucho tiempo la más numerosa parte de la Romana. 
Clovis combatía a la cabeza de su caballería en la batalla de Tolbiac. Thierry, hijo de Clovis y Clotario su hermano, tenían algunos caballeros en la batalla que ganaron contra Hermanfro (año 531), como también Teodoberto en su expedición a Italia (537) y Fredegundo, contra Chilperico en la batalla de Soissons (597). En la de Tours (en 732) el ejército francés se componía de sesenta mil hombres de infantería y de doce mil caballeros. Esta tropa no tenía entonces ni botas, ni armas defensivas y la única ofensiva de que usaba era el dardo o lanza. 
En tiempo de Pipino se aumentó la caballería (768). En el de Carlomagno igualaba casi a la infantería y esto sería porque la vasta extensión de su Imperio y las sublevaciones que ocurrían continuamente, exigían rapidez en las operaciones. Todos los pueblos que conquistaron dilatados Países, tales como los Tártaros y los Árabes, tuvieron siempre mucha caballería a fin de pasar con prontitud de un paraje a otro y esto era menos ignorancia del Arte Militar, que no necesidad. En el tiempo de Carlomagno los caballeros llevaban espada y una cota de malla hecha de pequeños anillos de hierro entrelazados.
Hacia el fin de la segunda extirpe y al principio de la tercera, la caballería componía casi enteramente los ejércitos franceses y no por la misma razón que en otro tiempo, sino por una consecuencia necesaria de la constitución del estado pues no se quería confiar su defensa a las gentes del pueblo que entonces eran esclavos. La nobleza cuidaba de ella casi sola y no queriendo servir sino a caballo, formaba un cuerpo que se llamaba hombres de armas, armados de corazas, brazales, quijotes, grebas , manoplas, cascos, lanza, espada y hacha. Y los caballos iban cubiertos de planchas de hierro o de bandas de cuero. La infantería solo se empleaba en mover la tierra, ir al forraje, relevar los hombres de armas heridos y otros servicios semejantes.
La caballería que se llamaba ligera se componía de los vasallos que los Señores llevaban consigo: no estaba armada de todas piezas, ni combatía en línea como la otra. Tenía pocas armas defensivas, llevaba la hacha y la maza y hacía el servicio de los húsares con corta diferencia.
Luis el Craso habiendo instituido los comunes sacó de esta milicia alguna caballería ligera (año 1108) pero no hubo caballería reglada y pagada antes de Carlos VII que creó una porción, bajo el nombre de compañías de ordenanza y otra de infantería con el de francos arqueros (año 1444). La caballería toma entonces una forma más regular y combatió en escuadrones pues hasta allí solo lo ejecutaba en una fila porque ninguno de los nobles que la componían quería estar detrás de otro.

## Tiempo de Luis XII
Brantome dice que en tiempo de Luis XII no se hablaba de caballería ligera francesa sino de los hombres de armas. Lo que Brantome quiso decir es que en tiempo de Luis XII no había más cuerpo reglado de caballería francesa que el de los hombres de armas. Bajo Carlos VII y después de este Príncipe, se compuso de compañías de ordenanza. Antes de él estaba formada de hombres de armas que llevaban los caballeros Bannerets (ricos hombres), de caballeros y hombres de armas que los Señores de diversos feudos tenían obligación de proveer y de algunas compañías que los Reyes, aun antes de Carlos VII, hacían levantar a diversos Señores o Gentiles-Hombres, no en virtud de la obligación de sus feudos sino asoldándolos, como Carlos VII lo hizo después con las compañías de ordenanza.
Lo que Brantome quiere significar es que en tiempo de Luis XII no había como en el suyo ni Oficiales Generales de caballería, ni Estado mayor, ni tampoco por lo común Capitanes potentados; que la caballería ligera no se componía más que de hombres que se juntaban sin elección, de criados u otras gentes de la comitiva de los Gentiles-Hombres o de los Señores y se les daban jefes o Capitanes para una campaña, para una batalla y para las marchas y en fin de arqueros y ballesteros Genoveses, los que puede ser tuviesen Capitanes y Comandantes de su nación a que se juntaban algunos caballeros enviados por los comunes de las Ciudades. 
Esta casi no servía más que para dos usos: 
- el primero acabar la derrota de los hombres de armas enemigos cuando los franceses las habían vencido, pues entonces la caballería ligera dividiéndose en pequeños pelotones perseguía a los hombres de armas dispersos atacando muchos a uno solo y derribándole a mazazos y a hachazos, le hacían prisionero o le mataban. Se empleaban también estos caballos ligeros en perseguir a la infantería después de la derrota del ejército y en continuar introduciendo el desorden y haciendo prisioneros, pues los hombres de armas victoriosos no podían perseguir los enemigos a causa del mucho peso de sus armas defensivas.
- se servía también de la caballería ligera para batir la estrada, ir en partidas y escoltar los pequeños convoyes; pero cuando marchaba el ejército, los hombres de armas cubrían los víveres, los bagajes y la artillería. Así, después de Luis XII o antes es cuando debe comenzar la historia de la caballería ligera de Francia.

Mr. de Bussy conviene con Brantome en que se tomó por modelo en Francia la caballería albanesa a la que se daba como en Italia el nombre de Extradiotes o Stradiotes; pero no nos dicen lo que se imitó de ella pues la que se formó, ni hacia el mismo servicio, ni tenía la azagaya, que era el arma ofensiva de los Extradiotes.
Estos, según parece, no se asimilaron a esta caballería ligera sino en que se hizo de ella un cuerpo particular como los Extradiotes lo eran en los ejércitos turcos y venecianos. Se les dieron capitanes y otros oficiales fijos, como también un comandante general y un estado mayor y no fueron ya gentes acumuladas y tomadas de la comitiva de los señores, de los gentiles-hombres, de los hombres de armas, sino soldados reclutados expresamente y formados en compañías para socorrer los hombres de armas en el combate, como hacían los Extradiotes.
El Mariscal de Fleuranser en sus memorias manuscritas nos dice que Luis XII tenía dos mil Extradiotes mandados por el Capitán Mercure en el ejército que este Príncipe condujo a Italia, quando la sublevación de los Genoveses. Los hubo también después en las tropas de Francia y se conservaron hasta el reinado de Enrique IV.
Parece, pues, que Luis XII formó desde entonces algunas compañías francesas de caballería ligera pero en corto número: y esto lo da bastante a entender Montluc en sus Comentarios, quando hablando de Mr. de Fontrailles dice que era General de los mil doscientos caballos ligeros, la mayor parte Albaneses,

## Tiempo de Francisco I y Enrique II
Francisco I siguió el ejemplo de Luis XII y tuvo un cuerpo de caballería ligera que se ve en sus ejércitos desde el año de 1513 y aun aumentó después el número. En 1543 Mr. de Brissac servía en el ejército del País Bajo a la cabeza de mil quinientos caballos ligeros entre los cuales había también Extradiotes o Albaneses bajo el mando del Capitán Bedaigne, que era de la misma nación. Pero parece que en tiempo de Enrique II fue cuando esta caballería se hizo numerosa en los ejércitos. Este Príncipe en su expedición de Alemania en 1552, tenía tres mil hombres de caballería ligera y todas las compañías estaban mandadas por los mayores Señores, lo que no se ve en el de sus predecesores. Dejó también algunas en las plazas fronteras del Reino y comenzaron a tener mejor disciplina que hasta entonces.
Las primeras ordenanzas concernientes a la caballería ligera son del Reinado de Enrique II; en ellas se arregla el sueldo, el número de caballos de que debe componerse cada compañía y se distinguen las nuevas y las antiguas, lo que hace conocer que había ya algunas en tiempo de Francisco I. En cuanto al sueldo, se ven allí sobre el mismo pie que los Arqueros de ordenanza; pero esto varió en lo sucesivo. Hubo en este mismo Reinado compañías de doscientos hombres, de cien y de cincuenta. En 1553, las de doscientos fueron reducidas a ciento sesenta, las de cien, a ochenta y las de cincuenta, a cuarenta. 
Se ve en esta ordenanza que ya había entonces un Coronel y un Maestre de Campo de la caballería ligera. Así el Conde de Bussy-Rabutin tuvo razón de hablar en aquel tiempo de estos Oficiales de la caballería, cuya institución prueba que fue Enrique II quien dio una nueva forma a esta milicia, que después se hizo muy numerosa en los ejércitos de Francia, en lugar de que los hombres de armas se minoraron mucho.
En cuanto a los alemanes y españoles, Jorge Barta, famoso Capitán, que servía en las tropas de la casa de Austria, en los Países Bajos y el primero que escribió sobre la caballería ligera, dice que en tiempo de Enrique II su caballería ligera servía muy poco y que el Duque de Alba fue quien dio una buena constitución a esta milicia, a mandar los Países Bajos.

## Tiempo de Enrique IV, Luis XIII y Luis XIV
La caballería ligera se aumentó muchísimo en tiempo de Enrique IV: las guerras civiles habían agotado de tal modo al Reino de caballos grandes, que se abandonaron las lanzas, pues apenas podían servir sino con caballos de batalla y se dejaron también los ejercicios de las justas y torneos porque la joven nobleza no tenía tiempo ni medios para ocuparse en ellos. Lo mismo sucedió entonces en Holanda, donde el Conde Mauricio de Nasáu quitó las lanzas por las mismas razones y porque era necesario para los lanceros campo abierto, terreno llano y fuerte a fin de tomar de lejos la carrera para el ataque y el país en que hacia la guerra, era cortado y montañoso por la mayor parte.
Luis XIII tuvo también mucha caballería ligera y en tiempo de Luis XIV se hizo en extremo numerosa; no solo porque tuvo grandes ejércitos sino también porque a la paz de los Pirineos suprimió todas las compañías de ordenanza de los Mariscales de Francia y de otros muchos Señores y las redujo a compañías de los Príncipes. 
En los principios, la caballería ligera solo se componía de compañías, como los hombres de armas. Cada una formaba un escuadrón y casi todas estaban mandadas por Gentiles-Hombres y Señores, siéndolo también los Tenientes y Alféreces y así se mantuvo hasta en 1631, que se formó en regimientos.
Cuando se dice que los regimientos de caballería se instituyeron en Francia el año de 1635, solo se habla de los regimientos franceses, y no de las tropas extranjeras que militaban entonces al servicio de Luis XIII, pues los regimientos de caballería de Batilly, Égemfeld, Heucourt, Hams, Rantflau, etc. estaban ya en los ejércitos. Y también los había entre los españoles y los Alemanes a cuyo ejemplo se tomó la resolución de formar en regimientos la caballería francesa.
La Época de esta institución se prueba por nuestra historia. Hasta este año siempre que se habla de regimientos franceses se designa la infantería y jamás se menciona la caballería sino por compañías o escuadrones. Así en los dos volúmenes de memorias para la historia del Cardenal Richelieu que por la mayor parte no son otra cosa que cartas de Luis XIII, de su Ministro y de los Secretarios de Estado escritas a los Generales y a los Embajadores, es donde comienzan a aparecer los regimientos de caballería, de que antes no se hace mención alguna.
Se dio a los jefes de los regimientos de caballería ligera el título de Maestres de Campo y le han conservado hasta el presente. Poco tiempo después de la institución de los regimientos de caballería se disgustaron de ellos, pues al año siguiente se pensó en suprimirlos, lo que se manifiesta por una carta de Mr. des Noyers a Mr. de la Meilleraye, escrita en Chaillot el 16 de julio de 1636 y por otra del mismo Secretario de Estado al Conde de Soissons de 30 del mismo mes.
Dice en la primera: 

el Rey pone la caballería en escuadrones en lugar de regimientos: su Eminencia no ha tenido satisfacción de su regimiento ni del vuestro.

Y en la segunda: 

el Rey os dirige una orden para distribuir la caballería en esquadrones de tres compañias, cada uno según el orden de su antigüedad, no habiendo hallado el de los regimientos, convenientes al humor francés y a este efecto los ha suprimido en todos sus ejércitos.

Es con todo constante por muchas cartas de los Secretarios de Estado, que esta orden no tuvo efecto y que lejos de suprimir los regimientos de caballería se multiplicaron mucho.
Después que la caballería ligera se formó en regimientos, se hicieron diversas especies. Desde el año de 1635, había un regimiento de mosqueteros a caballo del Señor de Jouy; en 1640, otro de fusileros a caballo del Cardenal Richelieu y en 1643 un regimiento de fusileros del Rey. En lo sucesivo se creó una compañía de mosqueteros a caballo en cada regimiento y los otros caballeros tenían pistolas, espada y carabina.
En el reinado de Luis el Grande se crearon en ellos Carabineros. La institución de los regimientos de caballería ocasionó disputas sobre el mando, entre los Maestres de Campo y los Capitanes de caballos ligeros de las compañías de ordenanza. Desde el año de 1636, un poco antes de la toma de Corbie, sucedió en el campo de Drouy en Picardía, que Mr. de Canillac, comandante de un regimiento de caballería y uno de los Capitanes de ordenanza que rehusó obedecerle, echaron mano a las espadas a la cabeza de las tropas y causaron mucho embarazo al Conde de Soissons que mandaba el ejército.
Según el estado de la Francia de 1651 se arregló que el Teniente de una compañía de ordenanza de un Príncipe o de un Mariscal de Francia, sería igual a un Maestre de Campo de caballería ligera y que en las ocasiones, si fuese Oficial más antiguo, le mandase. La supresión de las compañías de ordenanza hecha por Luis XIV después de la paz de los Pirineos, excepto las de los Príncipes de la casa real y de la compañía escocesa, terminó la mayor parte de estas disputas muy perjudiciales al servicio.
La institución de los regimientos de caballería ligera, no impidió la existencia de muchas compañías francas y las hubo siempre después.